# ناحیه بولاما
ناحیه بولاما (به لاتین: Bolama Region) یک منطقهٔ مسکونی در گینه بیسائو است که در Sul Province واقع شده‌است. ناحیه بولاما ۲٬۶۲۴٫۴ کیلومتر مربع مساحت و ۳۴٬۵۶۳ نفر جمعیت دارد.